# Championnat du monde de snooker 1930
Navigation
Édition précédente Édition suivante
Le championnat du monde de snooker 1930 s'est déroulé tout au long de la saison 1929-1930. La finale s'est déroulé à Londres en Angleterre. Joe Davis conserve son titre et inscrit le meilleur break du tournoi (79).

## Tableau final
|  | 1er tour Au meilleur des 25 frames | 1er tour Au meilleur des 25 frames | 1er tour Au meilleur des 25 frames |  |  | Demi-finales Au meilleur des 25 frames | Demi-finales Au meilleur des 25 frames | Demi-finales Au meilleur des 25 frames |    |                         | Finale Au meilleur des 49 frames | Finale Au meilleur des 49 frames | Finale Au meilleur des 49 frames |
|  |                                    |                                    |                                    |  |  |                                        |                                        |                                        |    |                         |                                  |                                  |                                  |
|  |                                    |                                    |                                    |  |  |                                        |                                        |                                        |    |                         |                                  |                                  |                                  |
|  |                                    |                                    |                                    |  |  | Drapeau de l'Angleterre                | Joe Davis                              | 13                                     |    |                         |                                  |                                  |                                  |
|  | Drapeau de l'Angleterre            | Fred Lawrence                      | 13                                 |  |  | Drapeau de l'Angleterre                | Fred Lawrence                          | 2                                      |    |                         |                                  |                                  |                                  |
|  | Drapeau de l'Angleterre            | Alec Mann                          | 11                                 |  |  |                                        |                                        |                                        |    | Drapeau de l'Angleterre | Joe Davis                        | 25                               |                                  |
|  |                                    |                                    |                                    |  |  |                                        | Drapeau de l'Angleterre                | Tom Dennis                             | 12 |                         |                                  |                                  |                                  |
|  |                                    |                                    |                                    |  |  | Drapeau de l'Angleterre                | Tom Dennis                             | 13                                     |    |                         |                                  |                                  |                                  |
|  | Drapeau de l'Angleterre            | Tom Newman                         | 11                                 |  |  | Drapeau de l'Angleterre                | Nat Butler                             | 11                                     |    |                         |                                  |                                  |                                  |
|  | Drapeau de l'Angleterre            | Nat Butler                         | 13                                 |  |  |                                        |                                        |                                        |    |                         |                                  |                                  |                                  |
|  |                                    |                                    |                                    |  |  |                                        |                                        |                                        |    |                         |                                  |                                  |                                  |
|  |                                    |                                    |                                    |  |  |                                        |                                        |                                        |    |                         |                                  |                                  |                                  |